# Херолдсберг
Херолдсберг (њем. Heroldsberg) град је у њемачкој савезној држави Баварска. Једно је од 25 општинских средишта округа Ерланген-Хехштат. Према процјени из 2010. у граду је живјело 7.656 становника. Посједује регионалну шифру (AGS) 9572131.

## Географски и демографски подаци
Херолдсберг се налази у савезној држави Баварска у округу Ерланген-Хехштат. Град се налази на надморској висини од 335–378 метара. Површина општине износи 11,0 km². У самом граду је, према процјени из 2010. године, живјело 7.656 становника. Просјечна густина становништва износи 693 становника/km².

## Међународна сарадња
| Мјесто | Држава    | Врста сарадње | Од    |
| ------ | --------- | ------------- | ----- |
|        | Француска | партнерство   | 1993. |
| Извор  |           |               |       |